# Vérulu
Vérulu ist ein kleiner, durch einen Überhang geschützter Bereich an einer Klippe, einen Kilometer von der Nordküste der östlichsten Spitze der Insel Timor entfernt. Er ist in Richtung Meer ausgerichtet und liegt nordwestlich des osttimoresischen Ortes Mehara (Verwaltungsamt Tutuala, Gemeinde Lautém). Von hier aus hat man einen freien Blick von 180° auf die vorgelegene Küste und das Meer.
Zwischen zwei Felsbrocken befinden sich in etwa 500 m Höhe hinter dem schmalen Durchgang Felsmalereien an der aus dem Meer gehobenen Korallenterrasse. Am Boden konnten Forscher einige Scherben von Keramik, spärlich Überreste von Schalentieren und einige Fragmente von Kokosnusslöffeln sowie kleine Mengen von verbrannten und unverbrannten Knochen freilegen. In natürliche Löcher der Wand des Überhangs wurden zahlreiche Pflöcke eingeführt, an denen Taschen oder andere Gegenstände aufgehängt werden konnten.
Zu den Motiven am Standort Vérulu gehören ein großer, roter Anthropomorph mit übertriebenen Beinmuskeln und aufwändigem Kopfschmuck, eine Reihe von geometrischen Gittern in verblasstem Rot oder Gelb sowie eine Reihe kleiner rot-gelber Anthropomorpher. In der westlichen Kammer findet sich eine Reihe von Bildern von schwarzen Booten. Wo sich Bilder überlagern, überdeckt Schwarz gelbe und rote Motive. Rote und Gelbe Bilder gibt es dagegen nur nebeneinander. Möglicherweise handelt es sich bei der gelben Farbe nur um verwitterte rote Pigmente. Im Stil sind die Bilder in der westlichen Kammer wesentlich skizzenhafter ausgeführt als die roten Darstellungen.
Der große Anthropomorph fällt aufgrund seiner etwa 50 Zentimeter Höhe auf, die jene anderer bisheriger Bildfunde in Timor übertrifft. Er steht in Frontalansicht dem Betrachter gegenüber, ist aber nur noch zur Hälfte erhalten. Das Bein zeigt überdimensionierte Muskeln. Ein Gesicht ist unter dem Kopfschmuck nicht erkennbar, muss daher, wenn überhaupt, nur sehr klein dargestellt worden sein. Die Figur ist Anthropomorphen mit übertriebenen Beinmuskeln in den Petroglyphen von Hawaii sehr ähnlich und wird oft als „Vogelmannfigur“ bezeichnet, da auch die Armmuskeln normalerweise übertrieben sind und aus den Schultern herausragen. Auch bei einigen hawaiianischen Figuren ist der Kopf kaum, beziehungsweise bei den meisten sehr klein dargestellt. Das Bild befindet sich in einer Höhe von 2,2 Metern über dem Boden des Überhangs. Um es zu malen, hat man wohl eine Konstruktion aufstellen müssen.